# 46. ročník People's Choice Awards
46. ročník People's Choice Awards se konal dne 15. listopadu 2020. Moderátorkou večera byla zpěvačka Demi Lovato. Předávání cen se uskutečnilo v Santa Monice v Kalifornii. V průběhu večera vystoupilo hudební duo Chloe x Halle s písní „Ungodly Hour", a dále zpěvák Justin Bieber s písněmi „Lonely“ a „Holy“ v doprovodu Bennyho Blanca.

## Vítězové a nominace

### Film
| Nejoblíbenější film | Nejoblíbenější akční film |
| --- | --- |
| Mizerové navždy - Birds of Prey (Podivuhodná proměna Harley Quinn) - Vyproštění - Hamilton - Neviditelný - Old Guard: Nesmrtelní - Projekt Power - Trollové: Světové turné | Mulan - Mizerové navždy - Birds of Prey (Podivuhodná proměna Harley Quinn) - Bloodshot - Vyproštění - Projekt Power - Tenet - Old Guard: Nesmrtelní |
| Nejoblíbenější komediální film | Nejoblíbenější dramatický film |
| Stánek s polibky 2 - Bill & Ted Face the Music - Eurovize - Velké šéfky - The King of Staten Island - Dokud nás vražda nerozdělí - Všem klukům: PS Stále tě miluju - Ta druhá | Hamilton - Nebezpečné lži - Greyhound - Kalifornský sen - Dokud jsi se mnou - Neviditelný - The Photograph - Cesta zpátky |
| Nejoblíbenější rodinný film | Nejoblíbenější filmová hvězda: muž |
| Frčíme - Volání divočiny - Dolittle - My Spy - Scoob! - Ježek Sonic - Trollové: Světové turné - Willoughbyovi | Will Smith – Mizerové navždy - Chris Hemsworth – Vyproštění - Vin Diesel – Bloodshot - Robert Downey Jr. – Dolittle - Jamie Foxx – Projekt Power - Tom Hanks – Greyhound - Lin-Manuel Miranda – Hamilton - Mark Wahlberg – Spravedlnost podle Spensera                                             |
| Nejoblíbenější filmová hvězda: žena | Nejoblíbenější filmová hvězda: drama |
| Tiffany Haddish – Velké šéfky - Salma Hayek – Velké šéfky - Vanessa Hudgens – Mizerové navždy - Camila Mendes – Nebezpečné lži - Elisabeth Mossová – Neviditelný - Issa Rae – Dokud nás vražda nerozdělí - Margot Robbie – Birds of Prey (Podivuhodná proměna Harley Quinn) - Charlize Theron – Old Guard: Nesmrtelní | Lin-Manuel Miranda – Hamilton - Ben Affleck – Cesta zpátky - KJ Apa – Dokud jsi se mnou - Russell Crowe – Vyšinutý - Tom Hanks – Greyhound - Elisabeth Mossová – Neviditelný - Issa Rae – The Photograph - Tracee Ellis Ross – Kalifornský sen                                                     |
| Nejoblíbenější filmová hvězda: komedie | Nejoblíbenější filmová hvězda: akční |
| Joey King – Stánek s polibky 2 - Noah Centineo – Všem klukům: PS Stále tě miluju - Pete Davidson – The King of Staten Island - Will Ferrell – Eurovize - Salma Hayek – Velké šéfky - Issa Rae – Dokud nás vražda nerozdělí - Keanu Reeves – Bill & Ted Face the Music - David Spade – Ta druhá                        | Chris Hemsworth – Vyproštění - Vin Diesel – Bloodshot - Jamie Foxx – Projekt Power - Vanessa Hudgens – Mizerové navždy - Margot Robbie – Birds of Prey (Podivuhodná proměna Harley Quinn) - Will Smith – Mizerové navždy - Charlize Theron – Old Guard: Nesmrtelní - John David Washington – Tenet |

### Televize
| Nejoblíbenější televizní seriál | Nejoblíbenější komediální seriál |
| --- | --- |
| Chirurgové - The Bachelor - Poslední představení - The Masked Singer - Tenkrát poprvé - Outer Banks - Tohle jsme my - Pán tygrů | Tenkrát poprvé - Smrt nás spojí - Dobré místo - Grown-ish - Nesvá - Taková moderní rodinka - Saturday Night Live - Městečko Schitt's Creek |
| Nejoblíbenější dramatický seriál | Nejoblíbenější reality show |
| Riverdale - Chirurgové - Zákon a pořádek: Útvar pro zvláštní oběti - Outer Banks - Ozark - Projekt Power - Tohle jsme my - Živí mrtví | Držte krok s Kardashians - Below Deck Mediterranean - Love & Hip Hop: New York - Láska je slepá - 90 dní do svatby: láska až za hrob? - Queer tým - The Real Housewives of Atlanta - Paničky z Beverly Hills                                                                     |
| Nejoblíbenější soutěžní pořad | Nejoblíbenější seriálová hvězda: muž |
| The Voice - American Idol - Amerika má talent - The Bachelor - The Challenge - The Masked Singer - RuPaul's Drag Race - Top Chef | Cole Sprouse — Riverdale - Jason Bateman — Ozark - Sterling K. Brown — Tohle jsme my - Steve Carell — Jednotky vesmírného nasazení - Dan Levy — Městečko Schitt's Creek - Norman Reedus — Živí mrtví - Chase Stokes — Outer Banks - Jesse Williams — Chirurgové                  |
| Nejoblíbenější seriálová hvězda: žena | Nejoblíbenější seriálová hvězda: drama |
| Ellen Pompeo — Chirurgové - Christina Applegate — Smrt nás spojí - Danai Gurira — Živí mrtví - Mariska Hargitay — Zákon a pořádek: Útvar pro zvláštní oběti\| - Mandy Moore — Tohle jsme my - Sandra Oh — Na mušce - Lili Reinhart — Riverdale - Sofia Vergara — Taková moderní rodinka                                                          | Mandy Moore — Tohle jsme my - Sterling K. Brown — Tohle jsme my - Danai Gurira — Živí mrtví - Mariska Hargitay — Zákon a pořádek: Útvar pro zvláštní oběti\| - Sandra Oh — Na mušce - Ellen Pompeo — Chirurgové - Cole Sprouse — Riverdale - Chase Stokes — Outer Banks          |
| Nejoblíbenější seriálová hvězda: komedie | Nejoblíbenější denní talk show |
| Sofía Vergara — Taková moderní rodinka - Christina Applegate — Smrt nás spojí - Kristen Bellová — Dobré místo - Jameela Jamil — Dobré místo - Dan Levy — Městečko Schitt's Creek - Kate McKinnonová — Saturday Night Live - Issa Rae — Nesvá - Yara Shahidi — Grown-ish                                                                          | The Ellen DeGeneres Show - Good Morning America - The Kelly Clarkson Show - Live with Kelly and Ryan - Red Table Talk - Today - The View - The Wendy Williams Show |
| Nejoblíbenější noční talk show | Nejoblíbenější soutěžící soutěžního pořadu |
| The Tonight Show Starring Jimmy Fallon - The Daily Show with Trevor Noah - Full Frontal with Samantha Bee - Jimmy Kimmel Live! - Last Week Tonight with John Oliver - The Late Late Show with James Corden - The Late Show with Stephen Colbert - Watch What Happens Live with Andy Cohen                                                        | Gigi Goode — RuPaul's Drag Race - Kandi Burruss — The Masked Singer - Sammie Cimarelli — The Circle - Rob Gronkowski — The Masked Singer - Jaida Essence Hall — RuPaul's Drag Race - Just Sam — American Idol - Madison Prewett — The Bachelor - Hannah Ann Sluss — The Bachelor |
| Nejoblíbenější hvězda reality show | Nejoblíbenější seriál, který stojí za zhlédnutí |
| Khloé Kardashian — Držte krok s Kardashians - Kandi Burruss — The Real Housewives of Atlanta - Kim Kardashian — Držte krok s Kardashians - Antoni Porowski — Queer tým - Lisa Rinna — Paničky z Beverly Hills - Darcey Silva a Stacey Silva — Darcey a Stacey - Jonathan Van Ness — Queer tým - Porsha Williams — The Real Housewives of Atlanta | Outer Banks - Cheerleading - Láska je slepá - Tenkrát poprvé - Normální lidi - Ozark - Městečko Schitt's Creek - Pán tygrů |
| Nejoblíbenější sci-fi/fantasy seriál | |
| Wynonna Earp - Flash - Odkaz - Legends of Tomorrow - Zámek a klíč - Supergirl - Lovci duchů - Umbrella Academy | |

### Hudba
| Nejoblíbenější zpěvák | Nejoblíbenější zpěvačka |
| --- | --- |
| Justin Bieber - Bad Bunny - J Balvin - DaBaby - Drake - Lil Baby - Blake Shelton - The Weeknd | Ariana Grande - Miley Cyrus - Billie Eilish - Cardi B - Dua Lipa - Lady Gaga - Megan Thee Stallion - Taylor Swift |
| Nejoblíbenější hudební skupina | Nejoblíbenější písnička |
| BTS - Blackpink - Chloe x Halle - CNCO - Dan + Shay - 5 Seconds of Summer - Jonas Brothers - Twenty One Pilots | „Dynamite“ – BTS - „Break My Heart“– Dua Lipa - „Intentions“ – Justin Bieber - „Rain on Me“ – Lady Gaga a Ariana Grande - „Rockstar“ – DaBaby feat. Roddy Ricch - „Savage“ – Megan Thee Stallion - „Stuck with U“ – Ariana Grande a Justin Bieber - „WAP“ – Cardi B feat. Megan Thee Stallion                                                                                            |
| Nejoblíbenější album | Nejoblíbenější hvězda: country |
| Map of the Soul: 7 – BTS - After Hours – The Weeknd - Changes – Justin Bieber - Chromatica – Lady Gaga - Folklore – Taylor Swift - Future Nostalgia – Dua Lipa - High Off Life – Future - YHLQMDLG – Bad Bunny | Blake Shelton - Kelsea Ballerini - Kane Brown - Luke Bryan - Luke Combs - Miranda Lambert - Thomas Rhett - Keith Urban |
| Nejoblíbenější hvězda: latino | Nejoblíbenější hudební video |
| Becky G - Bad Bunny - J Balvin - Daddy Yankee - Karol G - Maluma - Nicky Jam - Ozuna | „Dynamite“ – BTS - „Blinding Lights“ – The Weeknd - „Holy“ – Justin Bieber feat. Chance the Rapper - „Ice Cream“ – Blackpink a Selena Gomez - „Life Is Good“ – Future feat. Drake - „Rain on Me“ – Lady Gaga a Ariana Grande - „Un Dia (One Day)“ – J Balvin, Dua Lipa, Bad Bunny feat. Tainy - „WAP“ – Cardi B feat. Megan Thee Stallion                                                |
| Nejoblíbenější nový umělec | Nejoblíbenější kolaborace |
| Doja Cat - Ava Max - Benee - Trevor Daniel - Conan Gray - Jack Harlow - Roddy Ricch - Saweetie | „WAP“ – Cardi B feat. Megan Thee Stallion - „Be Kind“ – Marshmello a Halsey - „Holy“ – Justin Bieber feat. Chance the Rapper - „Life Is Good“ – Future feat. Drake - „Rain on Me“ – Lady Gaga a Ariana Grande - „Rockstar“ – DaBaby feat. Roddy Ricch - „Savage (Remix)“ – Megan Thee Stallion feat. Beyoncé - „Whats Poppin (Remix)“ – Jack Harlow feat. DaBaby, Tory Lanez a Lil Wayne |
| Nejoblíbenější soundtracková skladba | |
| „Only the Young“ – Taylor Swift (z filmu Miss Americana) - „About Love“ – Marina (z filmu Všem klukům: PS Stále tě miluju) - „Alexander Hamilton“ – Leslie Odom Jr. (z filmu Hamilton) - „Boss Bitch“ – Doja Cat (z filmu Birds of Prey (Podivuhodná proměna Harley Quinn)) - „Loyal Brave True“ – Christina Aguilera (z filmu Mulan) - „On Me“ – Thomas Rhett, Kane Brown, feat. Ava Max (z filmu Scoob!) - „The Other Side“ – SZA a Justin Timberlake (z filmu Trolllové: Světové turné) - „Rare“ – Selena Gomez (ze seriálu Normální lidi) | |

### Média
| Nejoblíbenější celebrita sociálních médií | Nejoblíbenější hvězda sociálních médií: celebrita |
| --- | --- |
| Emma Chamberlain - Charli D'Amelio - Dixie D'Amelio - David Dobrik - Loren Gray - Liza Koshy - Addison Rae - Jojo Siwa | Ariana Grande - Justin Bieber - Selena Gomez - LeBron James - Kylie Jennerová - Kim Kardashian - Lady Gaga - Britney Spears |
| Nejoblíbenější Beauty influencer | Nejoblíbenější zvířecí hvězda |
| James Charles - Jackie Aina - Nikita Dragun - Antonio Garza - Desi Perkins - NikkieTutorials - RCL Beauty - Bretman Rock | Doug the Pug - Esther the Wonder Pig - Hosico - Jiff Pom - Juniper the Fox - Nala Cat - Shinjiro Ono - Suki Cat |
| Nejoblíbenější stand-up vystoupení | Nejstylovější hvězda |
| Leslie Jones – Leslie Jones: Stroj času - Dave Chappelle – 8:46 - Pete Davidson – Pete Davidson: Živě z New Yorku - Hannah Gadsby – Hannah Gadsby: Douglas - Jim Gaffigan – The Pale Tourist - Jo Koy – Jo Koy: Mezi svými - George Lopez – George Lopez: We'll Do It for Half - Jerry Seinfeld – Jerry Seinfeld: Jak zabít 23 hodin času | Zendaya - Timothée Chalamet - Kendall Jenner - Kim Kardashian - Lady Gaga - Lil Nas X - Janelle Monáe - Rihanna |
| Nejoblíbenější sportovní událost | Nejoblíbenější podcast |
| LeBron James - Simone Biles - Sabrina Ionescu - Michael Jordan - Naomi Osaka - Bubba Wallace - Serena Williams - Russell Wilson | Anything Goes with Emma Chamberlain - Armchair Expert with Dax Shepard - Call Her Daddy - Getting Curious with Jonathan Van Ness - I Weigh with Jameela Jamil - Scrubbing In with Becca Tilley & Tanya Rad - Staying In with Emily & Kumail - The Viall Files |
| Ikona roku | Stylová ikona roku 2019 |
| Jennifer Lopez | Tracee Ellis Ross |
| Ocenění šampiona | |
| Tyler Perry | |